# Juan II de Rietberg
El Conde Juan II "el Loco" de Rietberg (nacido después de 1523 - fallecido 11 de diciembre de 1562 en Colonia), llamado "el Grande", fue el hijo del Conde Otón III de Rietberg y de su segunda esposa, Onna Esens.
Después de la muerte de su tío Balthasar Oomkens von Esens en 1540 sin heredero varón, Juan y su madre heredaron el Señorío frisón oriental de Harlingerland y Juan asumió el título de Señor de Esens, Stedesdorf y Wittmund.
Cuando su padre murió en 1535, Juan tuvo que compartir parte del Condado de Rietberg con su hermanastro mayor Otón IV. Después de la muerte sin hijos de Otón IV en 1553, Juan II gobernó Rietberg en solitario.
En 1556, Juan decapitó ilegalmente a uno de sus propios funcionarios en Rietberg y conspiró contra los familiares de la víctima. Los familiares huyeron al vecino Condado de Lippe. Desde allí, ellos y unos pocos fieles asaltaron Rietberg. Juan entonces trasladó sus mercenarios de Esens a Rietberg y atacaron al Conde Bernardo VIII de Lippe. El ejército de Lippe respondió con un asedió sobre la ciudad de Rietberg. El Obispado de Paderborn se unió al ataque sobre Rietberg. Lippe, Paderborn y Frisia Oriental también se demandaron mutuamente en la corte del Círculo de Baja Renania-Westfalia. El tribunal encontró a Juan culpable de quebrantamiento del orden público.
Juan se negó a ceder. Tropas imperiales se unieron al asedio sobre Rietberg y en junio de 1557, la ciudad tuvo que capitular por hambre. Juan fue hecho prisionero. Inicialmente, fue encarcelado en el castillo imperial de Büderich (cerca de Wesel); en 1560, fue transferido a Colonia, donde murió en cautividad en 1562 y fue enterrado.
Su pugnacidad y luchas de poder le valieron el sobrenombre de "Juan el Loco".

## Matrimonio e hijos

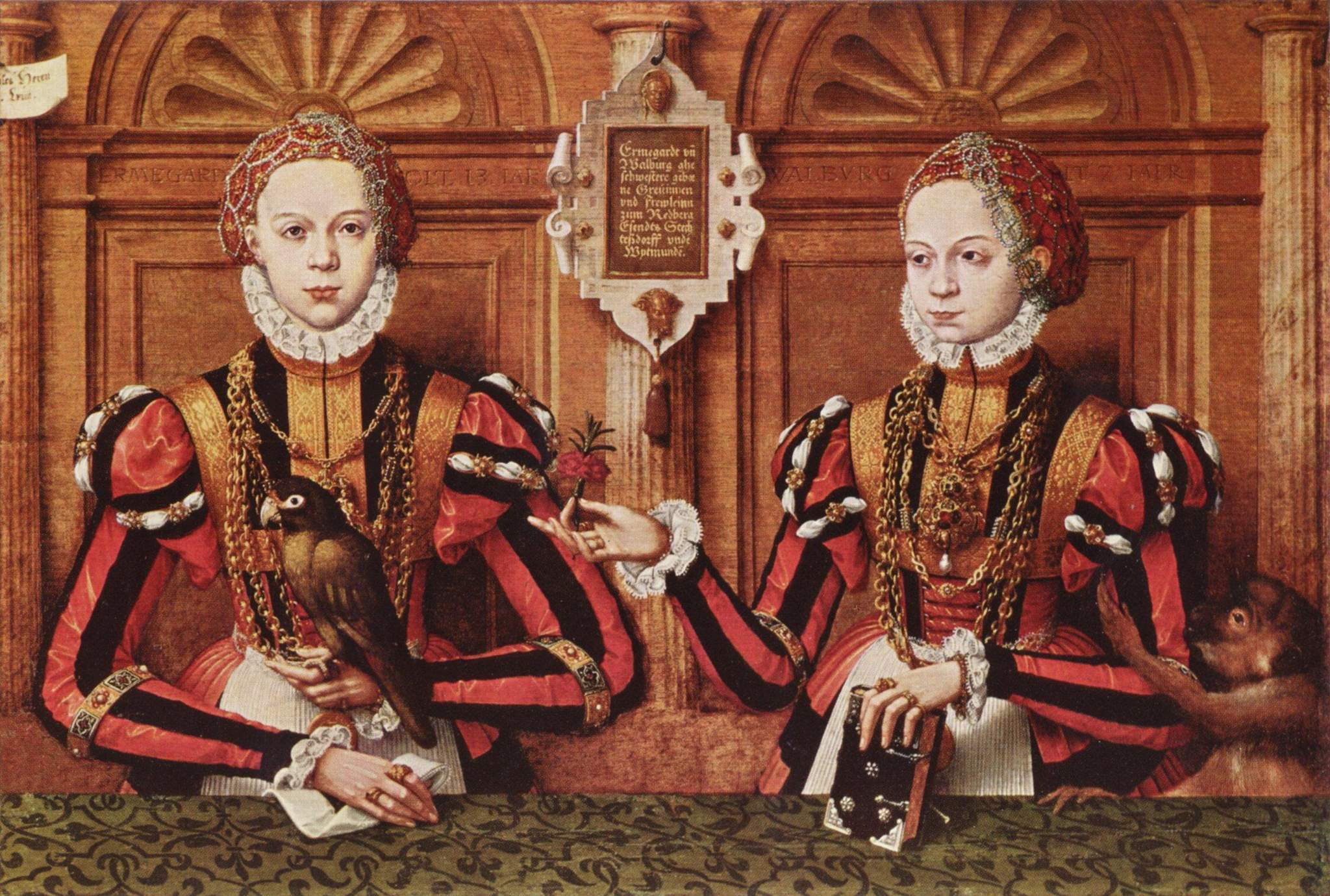
Armgard y Walburgis de Rietberg, detalle de un retrato de familia por Hermann tom Ring.

Juan contrajo matrimonio con la Condesa Inés de Bentheim-Steinfurt. Tuvieron dos hijas:
- Armgard (fallecida en 1584), Condesa de Rietberg, desposó al Conde Simón VI de Lippe.
- Walburgis (nacida c. 1557 en Rietberg - fallecida el 26 de mayo de 1586 en Esens), Condesa de Harlingerland, desposó al Conde Enno III de Frisia Oriental.

Juan II fue así el último gobernante varón de Rietberg de la familia Werl-Arnsberg-Cuyk. Tras su muerte, su viuda actuó como regente por sus hijas hasta 1557, cuando la herencia fue dividida: Armgard recibió Rietberg y Walburgis recibió el Harlingerland.